# تولدو (واشینگتن)
تولدو (به انگلیسی: Toledo) شهری در شهرستان لوئیس ایالت واشنگتن است که در سرشماری سال ۲۰۱۰ میلادی، ۷۲۵ نفر جمعیت داشته است.